# Francesco Bigoni
Francesco Bigoni (* 1982 in Ferrara) ist ein italienischer Jazzmusiker (Tenorsaxophon, Klarinette, Komposition).

## Leben und Wirken
Bigoni, der sich schon früh für Jazz interessierte, nahm in seiner Heimatstadt ersten Klarinetten- und Saxophonunterricht. Er war Teilnehmer von Meisterkursen bei Steve Lacy (1998) und Andy Sheppard (2000) sowie an den internationalen Sommer-Jazz-Workshops in Siena (2001), wo er ein Stipendium für das Treffen der International Association of Schools of Jazz in Helsinki (2002) erhielt. Früh fand er seinen Platz in der italienischen Szene und trat ab 2004 mit Künstlern wie Enrico Rava (Under 21), Stefano Battaglia (Laboratorio Permanente di Ricerca Musicale), Gianluca Petrella und Greg Cohen (Houdini’s Cage) auf. Seit 2009 lebt er in Kopenhagen, wo er im Postgraduiertenprogramm des Rytmisk Musikkonservatorium ausgebildet wurde.
Bigoni experimentierte als Mitglied des Kollektivs El Gallo Rojo seit 2005 mit Strategien einer kollektiven Produktion; dort legte er sowohl mit dem Sextett Orange Room zwei Alben vor als auch mit dem Quintett Rootless das Album Brian Had a Little Plate. Er war Co-Leiter des italienisch-dänischen Quintetts On Dog, das seit 2012 ausgiebig in Italien, Mitteleuropa und Dänemark tourte und die Alben Part I - Sloeblack (2013), Part II - White Horse y La Rumba (2013) sowie Dielectric (2020) bei ILK Music veröffentlichte. Zudem arbeitete er im Trio mit Emanuele Maniscalco und Mark Solborg. Mit Francesco Diodati, Benoît Delbecq und Steve Argüelles tourte er 2022 im Quartett Weave4.
Weiterhin gehörte Bigoni zu Francesco Diodatis Gruppe Neko, Giulio Corini Libero Motu, zur Cosmic Band von  Gianluca Petrella, zu Danilo Gallo Dark Dry Tears (feat. Francesco Bearzatti und Jim Black), zum Zeno De Rossi Trio, zu Alfonso Santimones Laser Pigs, dem Morten Pedersen Kvintet und Maria Fausts Sacrum Facere, mit denen er auf Alben dokumentiert ist. Des Weiteren wirkte er bei Mark Solborgs Album BABEL (2023) mit.

## Diskographische Hinweise
- Crisco 3: You Can Never Please Anybody (Aut Records 2011, mit Piero Bittolo Bon, Beppe Scardino)[2]
- Bigoni ･ Solborg ･ Brow: Hopscotch (ILK Music 2011)
- Francesco Bigoni, Zeno De Rossi, Salvatore Maiore: Nimoy (Punto Rojo 2011)
- Emanuele Maniscalco, Francesco Bigoni, Mark Solborg: Maniscalco / Bigoni / Solborg (ILK Music 2015)[4]